# Stellan Löfving
Stellan Löfving, född 27 februari 1968, är en svensk författare, journalist och kommunikatör.
Löfving driver nyhetstjänsten Foodwire som han grundade 1998. Tillsammans med David Stark har han grundat webbplatsen Skyltat och duon har givit ut flera böcker som till exempel Skum kanin med ananassmak – särskrivningar och andra språkgrodor (2013) och Ärtor suger snaps (2015).
Med Jennifer Bark har Löfving även givit ut böcker med kattdikter, bland annat Katte diem (2021). Löfving har även skrivit boken Den fascinerande fotbollsregeln och andra språkfenomen tillsammans med Lotten Bergman.